# Triphleba minuta
Triphleba minuta är en tvåvingeart som först beskrevs av Fabricius 1787.  Triphleba minuta ingår i släktet Triphleba och familjen puckelflugor. Arten är reproducerande i Sverige. Inga underarter finns listade i Catalogue of Life.